# Charles-Édouard de Saxe-Cobourg et Gotha
Charles-Édouard de Saxe-Cobourg et Gotha, né le 19 juillet 1884 à Claremont House près d'Esher dans le comté de Surrey en Grande-Bretagne, et mort le 6 mars 1954 à Cobourg dans le land de Bavière en République fédérale d'Allemagne est un membre de la famille royale britannique, duc de Saxe-Cobourg et Gotha de 1900 à 1918.
Son soutien à l'Allemagne lors de la Première Guerre mondiale lui vaut d'être banni de sa famille, rupture qui aboutit à son engagement en faveur du régime nazi dans les années 1930.

## Biographie

### Enfance (1884-1900)
Petit-fils de la reine Victoria et du prince consort Albert de Saxe-Cobourg-Gotha, il est le fils posthume du duc d'Albany Léopold d'Albany (1853-1884), et de la princesse allemande Hélène de Waldeck-Pyrmont (1861-1922). Charles-Édouard ne connut jamais son père qui décéda le 28 mars 1884 avant sa naissance, à cause de son hémophilie. Ainsi, il devient duc d'Albany à sa naissance.
Après avoir été malade, il a été baptisé pendant une cérémonie privée à Claremont House, le 4 août 1884, deux semaines après sa naissance. Quatre mois plus tard, il est baptisé publiquement dans l'église paroissiale de Esher, le 4 décembre 1884. Ses marraines étaient sa grand-mère la reine Victoria, sa tante la princesse Helena du Royaume-Uni, sa tante la princesse Louise du Royaume-Uni et sa lointaine cousine la princesse Frédérika de Hanovre. Ses parrains étaient son oncle le prince de Galles (futur Édouard VII) et son grand-père maternel le prince Georges-Victor de Waldeck-Pyrmont.
Charles-Édouard était un cousin germain de l'empereur Guillaume II, mais l'intérêt de celui-ci pour l'éducation de son jeune cousin était tel que Charles-Édouard était connu comme « le septième fils de l'empereur ». Sa mère Hélène de Waldeck-Pyrmont lui inculquait sans cesse l'importance de « devenir un homme bon » et « de ne pas apporter de honte sur le nom de papa ». Il étudia un temps au Collège d'Eton. Mais un événement imprévu bouleverse la vie du jeune duc qui n'était pas destiné à régner. En effet en 1899, le deuxième fils de la reine Victoria, Alfred, règne sur le duché de Saxe-Cobourg et Gotha au sein de l'Empire allemand. Le fils unique du duc Alfred Ier de Saxe-Cobourg et Gotha, le prince Alfred, meurt prématurément le 6 février 1899, laissant le duché sans héritier. La reine Victoria va alors demander à son fils de désigner son neveu, Charles-Édouard, comme héritier du duché, ne respectant pas ainsi les règles successorales[réf. nécessaire]. En effet, le troisième fils de la reine Victoria, Arthur de Connaught et Strathearn, avait été refusé comme héritier du duché de Saxe-Cobourg par l’empereur Guillaume II du fait de ses fonctions dans l’armée britannique. Son unique fils, Arthur de Connaught, aurait été accepté par l’empereur à condition de recevoir une éducation allemande, exigence refusée par son père. D’où le transfert du titre à Charles-Édouard, fils posthume de Léopold, duc d’Albany, quatrième fils de la reine Victoria. Ainsi à l'automne 1899, à l'âge de 15 ans, il quitte le Royaume-Uni pour l'Allemagne avec sa mère et sa sœur Alice pour assumer son futur rôle de chef de la Maison de Saxe-Cobourg et Gotha. Ils vécurent d'abord au château de Stuttgart auprès du roi Guillaume II de Wurtemberg. Au printemps 1900, il s'installèrent près de Potsdam, à Villa Ingenheim. Charles-Édouard a fait des études de sciences politiques à Bonn et reçoit un enseignement militaire poussé.

### Duc de Saxe-Cobourg-Gotha (1900-1918)

#### Début de règne et Première Guerre mondiale

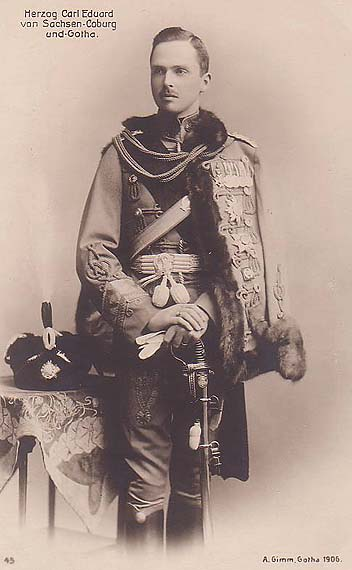
Charles-Édouard de Saxe-Cobourg-Gotha (1906).

Un an plus tard, en 1900, meurt Alfred Ier de Saxe-Cobourg et Gotha, ce qui fait de Charles-Édouard le nouveau duc de Saxe-Cobourg-Gotha. Étant donné qu'il n'a encore que seize ans, il doit régner durant cinq ans sous la régence du prince Ernest II de Hohenlohe-Langenburg, époux de sa cousine Alexandra de Saxe-Cobourg-Gotha, troisième fille du feu duc Alfred. Le 15 juillet 1902, son oncle Édouard VII fait de lui un chevalier de l'Ordre de la Jarretière. Dès sa majorité, le 19 juillet 1905, Charles-Édouard assure entièrement ses pouvoirs constitutionnels.
C'est l'empereur Guillaume II qui choisit l'épouse de Charles-Édouard. Son choix se porte sur la nièce de sa femme, la princesse Victoria-Adélaïde de Schleswig-Holstein-Sonderbourg-Glücksbourg, fille du duc Frédéric-Ferdinand de Schleswig-Holstein-Sonderbourg-Glücksbourg (1855-1934) et de Caroline-Mathilde de Schleswig-Holstein-Sonderbourg-Augustenbourg. Ils se marient le 11 octobre 1905 à Cobourg.
La Première Guerre mondiale va provoquer une situation de conflit d'allégeances pour Charles-Édouard, puisque son pays natal et son pays d'adoption entrent en conflit. Néanmoins, fidèle à ses sujets allemands, il décide de soutenir l'Allemagne et devient général dans l'armée allemande (bien qu'il n'ait jamais tenu de commandement important). En 1914 il est promu général d'infanterie. De plus, il transforme une partie de son château de Cobourg en hôpital de réserve.  À la suite de ces faits, le roi George V ordonne que son nom soit rayé du registre des chevaliers de la Jarretière en 1915.

#### Bannissement de la famille royale britannique et renonciation au trône
Afin de démontrer sa loyauté inconditionnelle en Allemagne, Charles-Édouard signe le 12 mars 1917 une loi qui exclut du trône et de l'ordre de succession les membres non allemands de la Maison de Saxe-Cobourg et Gotha ou ceux dont l'État d'origine entreprend une guerre contre l'Empire allemand. Une attaque contre les Britanniques le 17 juin 1917 avec 17 bombardiers bimoteurs issus de la fabrique de wagons du duché coûte la vie à 160 soldats britanniques et renforce le sentiment anti-allemand outre-Manche. En 1917, le Parlement britannique adopte une loi autorisant l'État à enquêter sur « les personnes bénéficiant d'une dignité ou d'un titre comme pair ou prince britannique, et qui ont, pendant la guerre actuelle, porté les armes contre Sa Majesté ou ses alliés, ou qui se sont alliés aux ennemis de Sa Majesté ». Charles-Édouard est alors considéré en Angleterre comme un traître, c'est en partie à cause de lui que la famille royale prend le nom de Windsor, pour se distinguer de la branche allemande de la famille. C'est pourquoi, aux termes de cette loi, un décret du 28 mars 1919 supprime formellement les biens et titres britanniques de Charles-Édouard, à savoir le duché d'Albany, le comté de Clarence et la baronnie de Arklow. Le duc et ses enfants perdent également leurs droits à des titres de prince et de princesse du Royaume-Uni et du prédicat d'Altesse Royale. Le prince de Hanovre Ernest-Auguste de Brunswick est lui aussi privé de ses titres par cette loi.
Deux ans plus tard, la révolution russe de 1917 lui cause beaucoup d'inquiétude, ainsi que les luttes entre la gauche et les partis de droite en Allemagne. Le 18 novembre 1918, les travailleurs et le Conseil des soldats de Gotha décident de déposer le duc de Saxe-Cobourg et Gotha. Cinq jours plus tard, le duc signe sa déclaration d'abdication au trône. Son duché est séparé en deux États libres : Gotha, au sein du land de Thuringe et Cobourg au sein du land de Bavière. Les nouveaux gouvernements des deux Lands saisissent ses terres et propriétés pour en faire des biens publics contre proposition d'indemnisation comme ce fut le cas pour toutes les familles nobles ou princières allemandes.

### Le prince et le régime nazi (1918-1945)
En juin 1919, l'ex-prince rejette l'offre d'indemnisation de l'État libre de Saxe-Gotha d'un montant de 15 millions de marks pour la perte de ses biens (environ 76 millions d'euros actuels). Par conséquent, le 31 juillet 1919 une loi d'expropriation forcée est adoptée à son encontre. Il est le seul prince exproprié non indemnisé d'Allemagne. Cependant, à la suite d'une longue bataille judiciaire, il reçoit en 1925, 37,5 millions de Reichsmark de compensation (soit environ 100 millions d'euros actuels) et le gouvernement lui restitue 10 000 hectares de terres et de forêts et le château de Callenberg à Cobourg, où il réside avec sa famille. 
Charles-Édouard a 34 ans en 1918. Il se sent doublement trahi : par son pays natal et sa famille qui lui retirent tous ses titres et biens, et par les socialistes allemands qui viennent de renverser l'Empire de Guillaume II. Dans cette nouvelle Allemagne, il ne se sent plus à sa place : les ouvriers de ses usines le menacent physiquement. Devenu simple citoyen allemand, monarque déchu, il s'associe de plus en plus avec diverses organisations d'extrême-droite. Craignant la menace communiste, il trouve en la personne d'Adolf Hitler un refuge. Il se lie très tôt aux nazis. Il offre aux nazis la ville de Cobourg pour les défilés lors de la fête nationale allemande. Cobourg devient la première ville d'Allemagne à élire un maire nazi. Banni d'Angleterre, Charles-Édouard garde des sympathies pour le futur Édouard VIII. Il ne revient en Angleterre qu'en 1936 quand Édouard VIII monte sur le trône britannique.
En 1932, il participe à la création du Front de Harzburg, à travers lequel le Parti national du peuple allemand s'associe au Parti nazi. La même année, sa fille Sybille épouse le prince royal de Suède. Il rejoint le parti nazi en 1935 et devient un membre de la SA (ou chemises brunes), atteignant le grade d'Obergruppenführer. Il siège également comme membre du Reichstag représentant le parti nazi de 1937 à 1945.

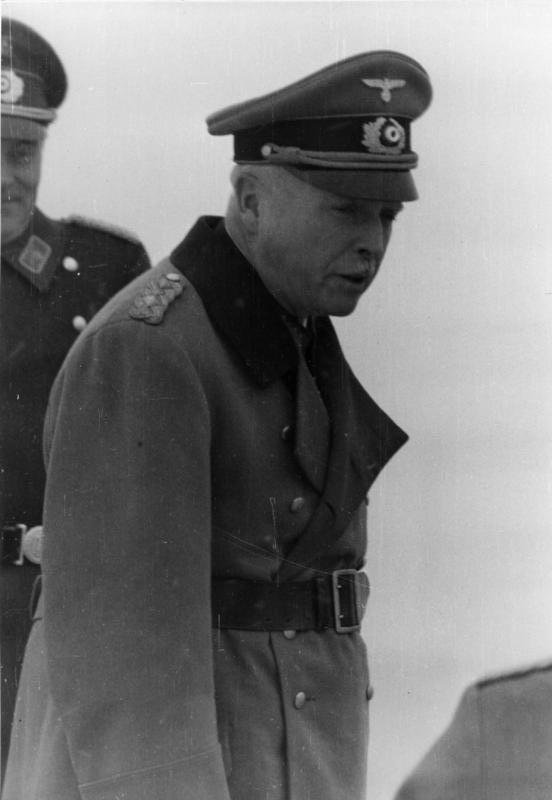
Charles-Édouard en 1941.

Le 14 octobre 1922, Adolf Hitler rencontre personnellement le prince en tant qu'invité d'honneur lors d'une soirée à Cobourg. Au cours des décennies suivantes, ils se rencontrent au moins 21 fois. Après les premiers succès électoraux du NSDAP à Cobourg en 1929, il appuie ouvertement le parti. En 1933, il devient un membre parrain de la SS. Hitler voit en Charles-Édouard un outil important de rapprochement avec l'Angleterre. En 1936, il le nomme président de l'Anglo-German Fellowship, chargé de l’amélioration des relations anglo-allemandes, en vue d'explorer la possibilité d'un pacte entre les deux pays. Le duc assiste en 1936 aux funérailles du roi George V dans son uniforme militaire allemand. Sa sœur ayant épousé le frère de la reine Mary, Alexander Cambridge, il se rapproche du nouveau roi Édouard VIII. Ce dernier l'assure que tant qu'il régnera, l'Angleterre n'attaquera pas l'Allemagne. Il envoie des rapports encourageants à Hitler sur la force du sentiment pro-allemand dans l'aristocratie britannique. Après l'abdication d'Édouard VIII en décembre 1936, ce dernier est accueilli par Hitler avec sa récente épouse Wallis Simpson au cours de leur visite officielle en Allemagne en 1937. Lors de la nuit de Cristal, la synagogue de Cobourg est détruite. Des 238 Juifs de Cobourg, il n'en reste plus un en 1942.
En conséquence, Charles-Édouard reçoit de nombreux postes honorifiques au sein du régime nazi, ce qui lui permet de devenir un membre haut placé du NSDAP, tout en conférant au parti le prestige de son nom en Allemagne en tant que figure de proue de renommée internationale.
Parallèlement à ses activités politiques, il devient président de la Croix-Rouge allemande de 1933 à 1945, où celle-ci devient une partie de l'organisation nazie, portant uniforme et faisant le salut nazi. C'est Charles-Édouard qui désigne Ernst-Robert Grawitz, un officier SS, en tant que chef des opérations de la Croix-Rouge allemande de 1937 à 1945, puis Karl Gebhardt à partir de 1945, reconnus coupables de crimes de guerre et de crimes contre l'humanité après la guerre.
Pendant la Seconde Guerre mondiale, bien que Charles-Édouard soit trop vieux pour le service actif, ses trois fils vont servir dans les forces armées allemandes. Le second, son fils préféré Hubert, est tué au combat en 1943 sur le front de l'Est dans un accident d'avion.

### Fin de vie (1945-1954)
Lorsque la Seconde Guerre mondiale est terminée, le gouvernement militaire américain en Bavière, sous le commandement du général George Patton, place le duc en résidence surveillée en raison de ses sympathies nazies. Plus tard, il est emprisonné avec d'autres dignitaires nazis jusqu'en 1946. Sa sœur, la princesse Alice d'Albany, ayant appris l'incarcération de son frère, vient en Allemagne avec son mari Alexander Cambridge afin de plaider sa libération auprès des Américains. La princesse Alice et son époux tentent de corrompre les généraux américains en offrant un dîner bien arrosé, mais ceux-ci refusent de le libérer.
En 1946, Charles-Édouard est condamné par un tribunal de dénazification à de lourdes amendes qui le mettent presque en faillite. Il échappe à la prison grâce à son âge (62 ans) et ses problèmes de santé.
Depuis la fin de la guerre, la ville de Gotha est intégrée, comme le reste de la Thuringe, à la zone d'occupation soviétique. L'armée soviétique y confisque une grande partie des propriétés de sa famille. La ville de Cobourg étant bavaroise, et à ce titre, appartenant à la zone d'occupation américaine, les propriétés ne sont pas expropriées, tout comme celles positionnées dans d'autres parties de l'Allemagne et à l'étranger.
L'ancien duc de Saxe-Cobourg-Gotha passe les dernières années de sa vie dans la solitude. En 1953, il se rend à un cinéma local pour voir le couronnement de sa petite-cousine, la reine Élisabeth II qui ne l'a pas fait inviter. Il meurt l'année suivante.

## Descendance
De son mariage avec la princesse Victoria-Adélaïde de Schleswig-Holstein-Sonderbourg-Glücksbourg (31 décembre 1885 – 3 octobre 1970) sont issus cinq enfants :
- Jean-Léopold de Saxe-Cobourg et Gotha (2 août 1906 – 4 mai 1972), qui épouse en 1932 la baronne Féodora von der Horst (1905-1991), divorce en 1962 (3 enfants) et se remarie en 1963 avec Marie-Thérèse Reindl (1908-1995) ; sans postérité ;
- Sibylle de Saxe-Cobourg et Gotha (18 janvier 1908 – 28 novembre 1972), qui épouse en 1932 le prince Gustave Adolphe de Suède, duc de Västerbotten (1906-1947) : ils sont les parents de 5 enfants dont le roi de Suède, Charles XVI Gustave ;
- Hubertus de Saxe-Cobourg et Gotha (24 août 1909 – 26 novembre 1943), mort au combat ; sans alliance ;
- Caroline-Mathilde de Saxe-Cobourg et Gotha (22 janvier 1912 – 5 septembre 1983), qui se marie 3 fois : 1) en  1931, Frédéric Wolfgang Othon, comte de Castell-Rüdenhausen (divorcés en 1938, dont 3 enfants) ; 2) en 1938 avec le capitaine Max Schnirring (ce dernier meurt en 1944, 3 enfants) ; 3) en 1946 avec Karl Andree (divorce en 1947, sans postérité) ;
- Frédéric-Josias de Saxe-Cobourg et Gotha (29 novembre 1918 – 23 janvier 1998), chef de la maison ducale de Saxe-Cobourg et Gotha. Il se marie en 1942 avec la comtesse Victoria-Louise de Solms-Baruth ; divorce en 1947 (1 enfant : Andreas). Il se remarie en 1948 avec Denise-Henriette de Muralt ; divorce en 1964 (3 enfants). Il se marie une troisième fois en 1964 avec Katrin Bremme ; sans postérité
  - Andreas de Saxe-Cobourg et Gotha (1943-2025), fils aîné du duc Frédéric-Josias, est l'actuel chef de la maison ducale. Il a épousé Carin Dabelstein (1946-2023) d'où 3 enfants, dont :
    - Hubertus de Saxe-Cobourg et Gotha (né en 1975), duc héritier, qui a épousé en 2009 Kelly Rondestvedt, dont :
      - Philipp de Saxe-Cobourg et Gotha (né en 2015).

## Titulature
- 19 juillet 1884 – 30 juillet 1900 : Son Altesse Royale le duc d'Albany
- 30 juillet 1900 – 28 mars 1919 : Son Altesse Royale le duc de Saxe-Cobourg-Gotha
- 28 mars 1919 – 6 mars 1954 : Son Altesse le duc de Saxe-Cobourg-Gotha

Jusqu'au 28 mars 1919, il fut aussi prince de Grande-Bretagne et d'Irlande, comte de Clarence, baron Arklow.

## Filmographie
- Le favori d'Hitler, reportage Planète, 2007.